# 奥仲哲弥
奥仲 哲弥（おくなか てつや）は、日本の呼吸器外科医、医学博士。山王病院呼吸器センター長、国際医療福祉大学医学部呼吸器外科前教授。肺がんの低侵襲手術や内視鏡的レーザー治療の専門家として知られる。

## 経歴
1985年に東京医科大学を卒業し、同大学院で医学博士号を取得。1988年に米国オハイオ州ケースウェスタンリザーブ大学に留学。帰国後、東京医科大学第一外科講師を経て、2003年に山王病院呼吸器センター長に就任。2007年には同院副院長に昇進した。2017年9月からは国際医療福祉大学医学部呼吸器外科教授としても活動。

### 専門分野
肺がん専門の呼吸器外科医として、3500例を超える手術実績を有する。その専門性は低侵襲手術に特化しており、特に胸腔鏡手術や早期中心型肺がんに対する内視鏡的レーザー治療において顕著な実績を持つ。また、手術療法のみならず、化学療法や放射線療法にも精通しており、包括的な治療アプローチを実践している。診療方針として「診断から緩和ケアまで責任を持って診る」を掲げ、個々の患者に最適な治療選択肢を提案することを重視している。全国からセカンドオピニオン外来を求めて患者が来院している。

### 研究と教育
国際医療福祉大学医学部呼吸器外科教授として、次世代の医師育成に携わる。肺がんや縦隔腫瘍に関する新しい治療法の開発研究を行い、低侵襲手術の技術向上に貢献している。

### 主な役職
資格・専門医資格
- 日本外科学会認定 外科専門医
- 日本呼吸器外科学会認定 呼吸器外科専門医
- 日本呼吸器内視鏡学会認定 気管支鏡専門医・指導医
- 日本レーザー医学会認定 指導医
- 日本呼吸器学会認定 呼吸器専門医
- 日本癌治療学会認定 教育医

学会役職
- 日本レーザー医学会 理事
- 日本光線力学学会 理事
- 日本呼吸器外科学会 評議員
- 日本呼吸器内視鏡学会 評議員

現職
- 山王病院呼吸センター長[5]

## 社会活動
禁煙啓発活動に力を入れており、特に若年層を対象とした教育プログラムを展開している。また、Dr.奥仲の熱血出前授業などがん予防に関する講演活動も積極的に行っている。

## 著書
- 不調の9割は「呼吸」と「姿勢」でよくなる！――専門医が教える自律神経が整う「呼吸筋トレ」
- 怖い肺炎にならない！させない！呼吸器・感染症の専門医が教える　肺機能を高める最新1分メソッド大全
- 1回1分! 100歳でも息切れなし!長生き呼吸
- 吸いたい気持ちがスッと消える 医者が教える最強の禁煙術
- お腹からへこむ! すごい「やせ呼吸」
- 呼吸器専門医が教えるCOPD
- 長生きしたけりゃ「肺活」しなさい
- 最期まで元気でいたいなら、「健康寿命」より「快楽寿命」をのばしなさい!
- 医者が教える 肺年齢が若返る呼吸術
- 「余命3ヵ月」と伝えるときの医者のホンネ
- たばこを吸っている人,吸っていた人が健康のためにできること
- がん治療を受ける前に知っておきたい55
- 禁煙バトルロワイヤル

## メディア出演
- TBS「サンデージャポン」レギュラー（2011年10月〜）[8]
- NHK Eテレ「きょうの健康」
- NHK「所さん!大変ですよ」
- 日本テレビ「世界一受けたい授業」
- フジテレビ「ホンマでっか!?TV」
- NHKラジオ ドクター奥仲の医療熱血健康情報「Nらじ」レギュラー」[9]
- NHKラジオ「先読み！夕方ニュース」レギュラー（2017.4〜2018.3）
- NHKラジオ「Nらじ」レギュラー（2018.４～）
- TBSラジオ「赤江珠緒たまむすび」
- TBSラジオ「生島ヒロシおはよう一直線」
- TBS「大発見！これが日本のスーパー熱血医師だ」
- NHK「ひるまえほっと」
- NHK BS1「コロナ危機 あなたの‟困った！”に答えます」
- NTV「バゲット」
- MBS「教えてもらう前と後」
- 朝日放送「ビーバップ！ハイヒール」
- テレビ朝日「爆笑問題の噂のクエスチョン・お医者さん編」
- テレビ東京「主治医が見つかる診療所」
- SKYパーフェクトTV774「呼吸器疾患の最前線1〜10」「ベストセラピー1〜5」
- CBC「健康カプセル！ゲンキの時間」
- ラジオ日経「キャンサー・トゥデイ」
- J-WAVE 「TOKYO MORNING RADIO」[10]

### 雑誌掲載
- Tarzan 2023年10月12日号 No.865
- 日本呼吸器外科学会雑誌 11巻（1997年）3号 [11]

## 論文
奥仲は、光線力学的治療（PDT）や肺がんの診断・治療に関する多数の論文を発表している。主な論文は以下の通り：
- Early detection of bronchial lesions using system of autofluorescence endoscopy
- Diagnostic and Therapeutic Endoscopy 5: 85-90, 1999
- A clinicopathological Study resected adenocarcinoma less than 2 cm in size
- Lung Cancer 41:50-54, 2003
- Increased cytotoxic effects of photodynamic therapy in IL-6 gene transfected cells via enhanced apoptosis
- Int J Cancer 93:475-480, 2001
- Photodynamic therapy for lung cancer with bronchial artery infusion of photofrin
- Diagnostic and Therapeutic Endoscopy 2:203-206, 1996
- Photodynamic therapy for early stage bronchogenic carcinoma  J. Clin Laser Medicine and Surgery 14:235-238, 1996[12]